# 阮文祿 (西山朝)
阮文祿（越南语：／，？—？）是越南西山朝的一名將領。他官拜都督，故而被稱作都督祿（越南语：／）。他同陳光耀、武文勇、武廷秀、阮文雪、黎文興、李文寶，並稱「西山七虎將」。
都督祿出生在今日平定省綏福縣的一個貧困家庭，自幼給人放牛，並拜一位路過的師傅學習武術。1771年，加入了西山起義軍。1775年，阮惠對駐守富安的舊阮將領宋福洽發起突襲，阮文祿在此戰中立功甚多。此後在1786年，又參加阮惠對富春（今順化）的鄭主軍隊的突襲，奪取此城。阮惠攻取昇龍（今河內）後，提拔阮文祿為清華防禦使。
1789年，清朝軍隊入侵安南，想要協助恢復後黎朝。阮惠率軍北上救援。阮文祿被提拔為大都督，率領左軍水師為第三隊，越過海港進入祿頭河，進攻諒江、鳳眼、安世等地，以截斷清軍的退路。然而由於在海上遭到風暴，他在海陽組織軍隊，因而延誤了數日，清軍已向清朝境內撤退。他雖未能完成任務，但在鳳眼縣摧毀了敵人大量有生力量。
1792年阮惠逝世，其子阮光纘繼位。阮文祿追隨太傅陳光耀，對歸仁進行圍攻，